# Armin Wick
Armin Wick (* 20. Dezember 1914 in Hamburg; † 19. März 2008 in Hamburg) war ein deutscher Schauspieler, Bühnen- und Filmregisseur, mehrfach ausgezeichneter Filmemacher und Dozent für Kunstgeschichte.

## Von den Zwanziger Jahren bis zum Krieg

### Kindheit
Armin Wick wuchs als Sohn des Hamburger Kunstmalers Robert Wick in Wandsbek auf, einem heutigen Hamburger Stadtteil. Bereits als Kind machten sich Anzeichen für seine Leidenschaften Malerei, Theater und Film bemerkbar. Er wirkte im Kinderzirkus Wendemuth mit und erhielt mit sechs Jahren Violinunterricht beim Hamburger Komponisten Hugo Rüter. Wick freundete sich mit einem Filmvorführer an und entwickelte sich schnell zu einem Cineasten, der sich alles ansah, was in den 1920er Jahren über die Leinwand flimmerte.
Er begleitete seinen Vater nach Berlin und machte in der Sarotti-Filiale in der Straße Unter den Linden die Bekanntschaft seiner Ziehmutter Andrea L’Arronge, Enkeltochter von Adolph L’Arronge, einem der Mitbegründer des Deutschen Theaters. Wick pendelte zwischen Hamburg und Berlin hin und her, nutzte in der Reichshauptstadt das Kulturangebot und machte im Laufe der Jahre die Bekanntschaft mit der Malerin Jeanne Mammen und dem Maler Max Liebermann, der dem Vater zu einer Ausstellung verhalf. Musikalisch debütierte Wick zwölfjährig mit einem Geigensolo in der Musikhalle Hamburg.

### Ausbildung
Mit 16 ging Wick von der Schule und trat eine Ausbildung zum Schaufensterdekorateur im Hamburger Modehaus Hirsch & Cie an. Später wechselte er zum Warenhaus Hermann Tietz und besuchte nebenbei die Staatliche Kunstgewerbeschule am Lerchenfeld (heute: Hochschule für bildende Künste Hamburg).
1930 stellten die meisten Kinos von Stummfilm auf Tonfilm um. 1932 lernte er in Berlin den Filmregisseur Erich Waschneck kennen und verfolgte die Dreharbeiten zu dessen Streifen Acht Mädels im Boot. Im Jahr darauf wurde Wick, der sich für ein Vorsprechen bei Gustaf Gründgens angemeldet hatte, für Waschnecks Tonfilm Unmögliche Liebe mit Asta Nielsen Produktionsassistent.
Im Spätsommer 1933 sprach er in Anwesenheit von Gründgens, Lucie Höflich und Friedrich Kayssler im Berliner Theater am Gendarmenmarkt vor. Er erhielt ein Stipendium und trat die Schauspielausbildung im Hamburger Deutschen Schauspielhaus beim Intendanten Karl Wüstenhagen an. Er erhielt Tanzunterricht bei Lola Rogge und Florettunterricht bei Stefan von Keric. Im Schauspielhaus wirkte er in einer kleinen Rolle an der Seite von Gustav Knuth in Wilhelm Tell mit.
Wick wechselte jedoch ins Thalia Theater zu Erich Ziegel und wurde von Ernst Fritz Fürbringer, Albrecht Schoenhals und Ferdinand Marian unterrichtet. Er nahm Steppunterricht und bastelte an seiner eigenen Revue, in die er Melodien auf dem Index stehender Komponisten einbezog. Wick bekam über den Regisseur Fritz Wendhausen eine kleine Rolle in dem Film Peer Gynt mit Hans Albers in der Titelrolle. Er freundete sich während der Dreharbeiten mit dem beliebten Volksschauspieler an. 1936 absolvierte Wick seine Abschlussprüfung in Schauspiel und fuhr nach Berlin.

### Schauspieler und Tänzer
Anlässlich der Olympischen Sommerspiele wurde 1936 die Dietrich-Eckart-Bühne (heute Berliner Waldbühne) errichtet. Wick bekam über die Berliner Künstleragentur Koschmieder für das Eröffnungspektakel der Freilichtbühne mit dem Titel Die Amazonen den Auftrag, die Monologe an der Seite der Jungschauspielerin Toni van Eyck zu sprechen und den Achill in der Szene Penthesilea zu tanzen.
Von Kindheit an mit dem Clown Grock in Hamburg befreundet, besuchte Wick den Spaßmacher nach einer seiner Vorstellungen in der Berliner Scala in der Garderobe. Hier machte er die Bekanntschaft mit dem Direktor des Varietés, dem er von seiner geplanten Revue erzählte. Dieser zeigte Interesse und Wick meldete sich im Jahr darauf beim Direktor und stellte sein Konzept vor. Wicks Revue Weltreise total verrückt sollte im Januar 1938 in der Scala Premiere feiern. Doch während einer Probe, in der er als Farbiger geschminkt nach Melodien von George Gershwin und Irving Berlin steppte, betraten vier Herren der Reichskulturkammer den Saal. Wicks Bemühung, die Herren davon zu überzeugen, dass die Harlem-Nummer eine Parodie sei, schlug jedoch fehl, diese bezeichneten das Gesehene abfällig als „übelstes, jiddisches Niggergejaule“. Die Proben wurden abgesetzt und er wurde sofort von der Wehrmacht eingezogen, um, wie es hieß, „reichlich Gelegenheit zu haben, sich auf sein Deutschtum“ zu besinnen.

### Militärisches Zwischenspiel
In der Graf-Kolz-Kaserne in Rahlstedt nahe Hamburg musste Wick, wie viele andere, sich einem harten Drill unterziehen. Für eine bevorstehende Feier mit Unteroffizieren wurde ihm vom Kompaniechef Sander der Befehl erteilt, eine kleine Tanzvorführung hinzulegen. Er steppte etwas vor, das mit Begeisterung aufgenommen wurde. Danach wurde er zum Oberstleutnant von Klinkowström beordert, der den Grund seines Vergehens erfahren wollte, da in seiner Akte harte und gründliche Ausbildung vermerkt war. Klinkowström outete sich während des Gesprächs als bekennender „Swing-Heini“ und schlug ihm vor, die Revue bis auf einige Streichungen im Rahmen einer Wehrmachtsfeier aufzuführen, einschließlich der Harlem-Nummer.
Wick wurde vom Dienst befreit. Ihm wurde ein Ensemble gestellt und die Revue feierte am 21. Mai 1938 im Wandsbeker Stadttheater ihre Premiere. Es folgten Gastspiele in Lübeck, wo Wick zum ersten Mal auf den General Carl-Heinrich von Stülpnagel traf. Während eines Kurzurlaubs gab Klinkowström Wick den Rat, das Thalia Theater aufzusuchen und sich eine Bescheinigung zu verschaffen, aus der seine Mitwirkung in einem der Stücke als unbedingt erforderlich hervorgehen sollte, damit er wegen Unabkömmlichkeit seine Freistellung vom Militär erwirken könne. Er befolgte den Rat und war danach tatsächlich wieder auf „freiem Fuß“.

## Kriegsjahre

### Weg zum Film
Wick ging nach Berlin und suchte Gründgens auf, der ihn unter Vertrag nahm, wo er kleine Rollen spielte. Es folgten kleinere Engagements am Thalia-Theater. Im Jahre 1939 bekam er über die Vermittlungsagentur Koschmieder die Gelegenheit, ein Sommerengagement im Ostseebad Kolberg (heute Kołobrzeg) anzunehmen. Hier erlebte er den Ausbruch des Zweiten Weltkriegs. Im Ostseebad traf er auf seine erste Frau, Gudrun Glawe, eine der Urenkelinnen Otto von Bismarcks. Aus dieser Ehe stammt sein Sohn Harald Wick (* 20. August 1940).
Im Frühjahr des Jahres 1940 kam Wick wieder an die UFA und wurde Assistent von Helmut Käutner für den Film Kleider machen Leute mit Heinz Rühmann in der Hauptrolle. In den Ateliers traf er auf seinen Schauspiellehrer Ferdinand Marian, der unter der Regie von Veit Harlan in der Rolle des Jud Süß vor der Kamera stand. Marian bat den Regisseur, Wick im Film zu besetzen. Er wurde schließlich Regieassistent für die Massenszenen und machte die Bekanntschaft mit Heinrich George. Nach Beendigung der Dreharbeiten suchte Wick das Schillertheater in Berlin auf und sprach bei George vor, der ihn engagierte.
Noch bevor die Proben für das neue Stück begonnen hatten, geschah etwas Unerwartetes: Heinrich George wurde vom Propagandaministerium angeschrieben, seine beiden Schauspieler Will Quadflieg und Armin Wick, beide Jahrgang 1914, müssten unverzüglich zum Kriegsdienst eingezogen werden. Der Intendant suchte daraufhin Joseph Goebbels auf und bat darum, die jungen Darsteller behalten zu dürfen. Doch Goebbels ließ sich nur ungern auf Zugeständnisse ein. Er überließ George am Ende, sich für einen zu entscheiden. Will Quadflieg durfte bleiben und Wick musste, wie viele andere, den schweren Gang in eine ungewisse Zukunft bei der Wehrmacht antreten.
Der Oberstleutnant von Klinkowström war mittlerweile zum General befördert worden und in Frankreich stationiert. Wick, der ebenfalls an die Westfront ziehen sollte, schaffte es über die Frau von Klinkowström, ein Telefonat nach Frankreich herzustellen, um ihn zu bitten, ihn vor Ort abzukommandieren. Die einzige Möglichkeit, die ihm der General in Aussicht stellte, war, dass er fürs Erste stillschweigend die Versetzung nach Paris geschehen lassen sollte, um dann vor Ort von General von Stülpnagel abkommandiert zu werden. So kam es schließlich. Wick wurde vom General Karl-Heinrich von Stülpnagel im Wehrbetreuungsbereich eingesetzt. Es wurde ein kleines Ensemble zusammengestellt, in dem Wick mitspielte und inszenierte.

### Intendanz in Cherson, Résistance in Paris
Im Sommer 1941 überfielen deutsche Truppen die Sowjetunion. Der Vormarsch zu Lande und die versuchte Eroberung aus der Luft führten zur Okkupation weiter Teile der UdSSR. General von Stülpnagel wurde auf Hitlers Befehl vorübergehend als Führer der 17. Armee im Russlandfeldzug eingesetzt. An seiner Stelle übernahm sein entfernter Vetter Otto von Stülpnagel das Amt in Paris. In der ukrainischen Stadt Cherson stieß Stülpnagel auf ein großes unbeschädigtes Stadttheater, für das er bei der Kommandostelle in der Berliner Bendlerstraße Wick als Intendanten vorschlug.
So kam es, dass Wick im Dezember des gleichen Jahres nach Cherson versetzt wurde. Er leitete das requirierte Theater bis Anfang des Jahres 1943 und bekam vor Ort Horrorszenarien mit, die ihn erschütterten. Nach einem erlittenen Streifschuss am Kopf während eines Luftangriffes der Roten Armee beendete Wick seine Tätigkeit in der Ukraine und kehrte nach Paris zurück.
Hier fiel er wieder seinem früheren General in die Hände, der ihn als Geheimkurier für den Pariser Widerstand einsetzte. Da Theaterspielen allseits verboten war, ermöglichte ihm von Stülpnagel, seinen kunstgeschichtlichen Studien nachzugehen. Einige Tage vor dem 20. Juli 1944, dem missglückten Attentat auf Hitler und versuchten Staatsstreich, wurde Wick von seinem General nach La Rochelle an die Atlantikküste versetzt. Karl-Heinrich von Stülpnagel wurde am 30. August hingerichtet. Wick unterstand nun dem Konteradmiral Walther. Nach der deutschen Kapitulation kam er Anfang Mai 1945 in der Nähe von Lörrach in amerikanische Gefangenschaft.
Nach nur wenigen Tagen war Wick frei, da der Arzt des Gefangenenlagers der Sohn des Schauspielers Aribert Wäscher war, der im Exil sein Studium beendet und aus den beschlagnahmten Papieren der Gefangenen entnommen hatte, dass Wick Schauspieler war. Wick war zum Mediziner gerufen worden und als sich herausstellte, dass er Wäscher aus der Zeit bei Gründgens kannte, bekam er den Auftrag, ihm einen Brief nach Berlin zu bringen, aus dem hervorging, dass er Großvater geworden sei. Daraufhin gelang mit einer attestierten Herzinsuffizienz die vorzeitige Entlassung.

## Nachkriegskarriere

### Wiederum Regisseur und Schauspieler
Wick nahm wieder Kontakt zu Hans Albers auf und suchte Otto Falckenberg auf, den ehemaligen Intendanten der Münchner Kammerspiele, der aufgrund belastender Indizien um die Lizenz zur Wiederaufnahme seines Amtes bangte. Somit sah Wick im Nachkriegsdeutschland keine Möglichkeit, ein Engagement zu bekommen, und konzentrierte sich gemeinsam mit Ida Ehre auf die Gründung der Hamburger Kammerspiele.
Persönliche Differenzen führten dazu, dass Wick die Zusammenarbeit mit Ida Ehre beendete und sich der Jungen Bühne als Oberspielleiter anschloss, der namhafte Schauspieler angehörten. Zwei Jahre verblieb er im Verband und arbeitete danach als freischaffender Regisseur und Schauspieler. 1949 wirkte er an der Seite seines Freundes Hans Albers in Molnars Liliom mit.

### Kunstgeschichtliche Filme
Anfang der 1950er Jahre begann Wick im kleinen Kreise Vorträge über Maler zu halten. Der Redakteur einer Hamburger Zeitung half ihm bald darauf, diese Vorträge in größeren Räumlichkeiten zu halten. Der Besucheransturm führte schließlich dazu, dass man ihm einen großen Hörsaal der Hamburger Universität zur Verfügung stellte. Wick weitete sein Repertoire auf Länder- und Städtekunde aus und leitete Studienreisen in verschiedene Metropolen Europas.
Er war ebenso an der Gründung der ersten deutschen Nachkriegs-Kulturfilmabteilung (GEA) beteiligt, für die er 1951 den Kulturstreifen Nur ein Wiesentag drehte. Im Jahr darauf drehte Wick in Italien und Frankreich Filme. Paris wurde ein besonderer Schwerpunkt. Er produzierte über die Stadt einen Zweiteiler (1953 Pariser Impressionen – An den Ufern der Seine) und 1954 Im Herzen von Paris. Für seine Arbeit wurde er von der Pariser Kulturbehörde als bester ausländischer Regisseur ausgezeichnet, der das Fluidum der Stadt filmisch dokumentiert habe. Dieser Erfolg war sicherlich auch seinem Kameramann Werner Hundhausen zu verdanken. In den Jahren darauf drehte Wick weitere Filme in Paris wie etwa Unsterbliches Montmartre (1955) und Rund um Sacré-Cœur (1956), was ihm die Ehrenbürgerschaft der Gemeinde brachte. Mittlerweile arbeitete er im Auftrag von Pathé Cinema (Paris), Cinedis und Filmsonor.
Wick verbrachte viel Zeit in seiner Wahlheimat Frankreich, hauptsächlich in Juan-les-Pins an der Côte d’Azur. Hier lernte er im Sommer 1955 während der Dreharbeiten zu seinem Film über das Blumenfest von Ventimiglia, einem italienischen Grenzstädtchen zu Frankreich, den englisch-US-amerikanischen Schauspieler Cary Grant kennen, der ihm ein Treffen mit Alfred Hitchcock im Vorführraum des Ateliers nahe Nizza ermöglichte. Hitchcock kaufte Wicks Filmmaterial über das Blumenfest.
Wick lernte im Laufe der Jahre viele Prominente aus dem Bereich Film und Malerei kennen. 1957 entstand ein Film über Pablo Picasso. Eine besonders vertrauensvolle Verbindung pflegte er zu Romy Schneider.
Im April des Jahres 1957 wurde Wick vom Ehrensenator Max Nonne und dem Rektor der Hochschule Karl Schiller zum Dozenten für Kunstgeschichte an der Universität Hamburg ernannt. Im selben Jahr heiratete Wick seine langjährige Freundin Lilo (Lieselotte) Schröder.
Er drehte nebenbei in Hamburg Filme und wurde 1958 für seine Dokumentation Zwischen Elbe und Reeperbahn mit dem Bundesfilmpreis ausgezeichnet.
Hernach gründete er seine eigene Filmproduktion. 1967 holte Wick den Maler Otto Dix vor die Kamera für die Dokumentation Zwanzig Jahre Otto Dix. Der Farbfilm lief im selben Jahr in der DDR anlässlich der X. Gesamtdeutschen Leipziger Woche für Kultur- und Dokumentarfilm als Beitrag der BRD. Er wurde bald darauf von der Bundesregierung aufgekauft, in vier Sprachen übersetzt und war zudem eine der ersten Ausstrahlungen des 1971 eingeführten Farbfernsehens der DDR.
1967 erkrankte Wicks Frau an Krebs. Er zog sich daher aus dem Filmgeschäft zurück und widmete sich ihr intensiv bis zu ihrem Tode im Jahre 1974. Danach fasste er langsam wieder Fuß, drehte in Frankreich Filme, leitete Studienreisen und hielt vermehrt Vorträge.

### Ehrungen

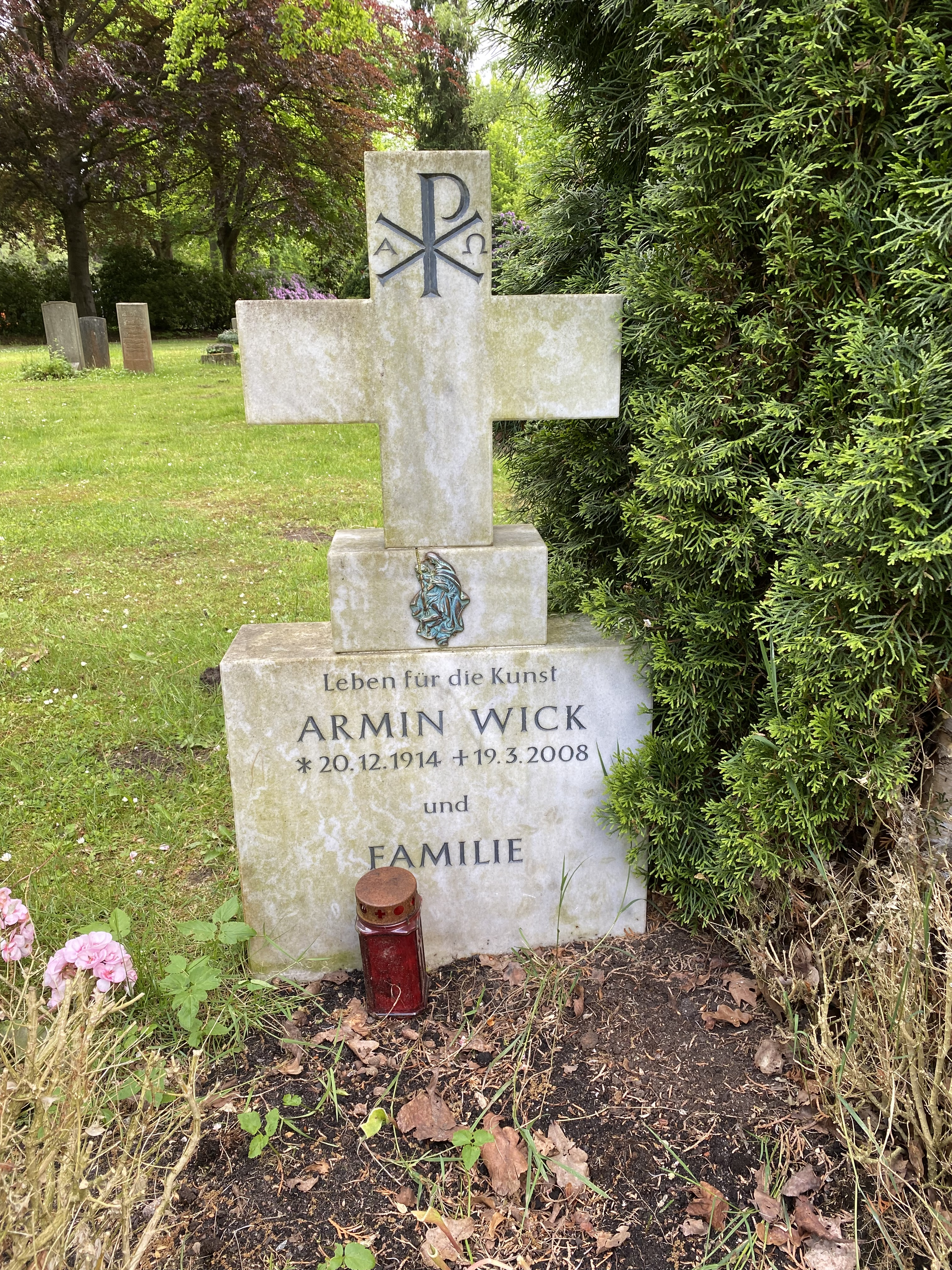
Grabstätte auf dem Friedhof Ohlsdorf im Planquadrat AE 29

Am 21. Februar 1983 veranstaltete er im Hamburger St. Pauli Theater eine Hommage an seinen 1960 verstorbenen Freund Hans Albers, ein ausführliches Porträt unter dem Titel Hans Albers – sein Leben – seine Filme – seine Lieder. Im Oktober des gleichen Jahres huldigte Wick zu seinem eigenen 50-jährigen Bühnenjubiläum seinem geliebten Hamburg und zeigte im Hamburger Esplanade-Filmtheater seine alten Hamburg-Filme.
Er hielt nebenbei Vorträge in Theater- und Kunstgeschichte an der Schauspielschule seiner langjährigen Freundin Margot Höpfner. Hier traf er im November 1983 auf den jungen Nikos Ritsikalis. Ritsikalis wurde Wicks einziger Schüler, den er bis 1987 in Schauspiel, szenischer Gestaltung, Theater- und Kunstgeschichte unterrichtete.
Die Illustrierte Paris Match würdige 1994 Wicks Leistungen mit einem Artikel zu seinem 80. Geburtstag. Wick lebte bis zu seinem Tode unter der Betreuung seines Schülers Ritsikalis in Hamburg-Rotherbaum. Er verstarb nach einem mehrtägigen Krankenhausaufenthalt. Beigesetzt wurde Armin Wick auf dem Friedhof Ohlsdorf in seiner Geburtsstadt. Die Grabstätte liegt westlich von Kapelle 6.

## Filmografie (Auswahl)
- 1950er: Alsterstadt im Frühlingswind
- 1950er: Eine Nacht in Hamburg
- 1952: Die 3 Gesichter Campaniens
- 1954: Im Herzen von Paris *
- 1955: Unsterbliches Montmartre *
- 1957: Zwischen Elbe und Reeperbahn *
- 1959: Die letzten Jahre des Vincent v. Gogh
- 1959: Ausflug nach Blankenese
- 1960: Chomo *
- 1961: Wege zu J.-Sebastian Bach
- 1967: 20 Jahre Otto Dix